# اکتریپتیلین
اکتریپتیلین(به انگلیسی: Octriptyline) (SC-27,123) یک ضدافسردگی سه‌حلقه‌ای (TCA) است که هرگز به بازار عرضه نشد.

## همچنین ببینید
- بنزوسیکلوهپتن‌ها